# 6-羟基木犀草素
6-羟基木犀草素（化学名：5,6,7,3',4'-五羟基黄酮，5,6,7,3',4'-Pentahydroxyflavone）是一种五羟基黄酮，分子式C15H10O7，存在于过江藤（学名：Phyla nodiflora）等植物中。